# Château de Trévoux
Le château de Trévoux est un ancien château fort, de la fin du XIIIe ou du début du XIVe siècle remanié dans les années 1360, abandonné en 1563 puis restauré dans les années 1990, dont les vestiges se dressent sur la commune de Trévoux dans le département de l'Ain, en région Auvergne-Rhône-Alpes. Le château fut le centre de la seigneurie de Trévoux et le chef-lieu d'une châtellenie de la principauté de Dombes.
Les vestiges du château sont classés au titre des monuments historiques par arrêté du 13 juin 1913. 
Construit en deux campagnes principales au XIVe siècle, il est abandonné deux siècles plus tard en n'ayant pas subi de modification significative : c'est donc un témoin exceptionnel de l'architecture seigneuriale de la fin du Moyen Âge.

## Localisation
Le château de Trévoux est situé dans le département français de l'Ain sur la commune de Trévoux. Fermement assis sur le plateau de la Dombes, il surplombe le bourg et devait protéger le péage fluvial établi en contrebas sur la Saône.

## Historique
Le château est fondé au XIIe siècle par les sires de Thoire-Villars et protège un péage que l'empereur romain germanique Henri IV confirme en 1188. Cette famille en fera hommage en 1243 à l'Église de Lyon.
Construit et développé de la fin du XIIIe ou du début du XIVe siècle par les sires de Villars, l'archevêque Henri de Villars par son testament, daté du 15 juillet 1301, enjoint à ses héritiers de reconnaître tenir à foi et hommage de l'Église de Lyon, le château et la ville de Trévoux. Humbert V de Thoire-Villars est contraint de faire cette reconnaissance en 1304 ; il reçoit donc à charge d'hommage au Chapitre de Lyon le château et la seigneurie de Trévoux ; ses successeurs la refusèrent, dans la suite, de la manière la plus formelle.
Le 10 avril 1331, Humbert V donne à son fils Humbert VI, en l'émancipant, la jouissance de la seigneurie de Trévoux, qu'il avait assignée précédemment comme douaire à Jeanne de Beaujeu, sa femme.
Le 2 août 1402[réf. nécessaire], Humbert VIII, le dernier des sires de Thoire-Villars, se voyant sans enfant et dans un âge avancé, vend à Louis II de Bourbon la châtellenie de Trévoux, dont il se réserve néanmoins la jouissance jusqu'à sa mort, survenue le 7 mai 1423. En 1410, le duc Jean de Bourbon y établit un atelier monétaire.
En 1424, la seigneurie démembrée de la sirerie de Villars entre avec toutes ses dépendances dans la composition de la Dombes.
Dans la nuit du 18 mars 1431, François de la Palud, seigneur de Varambon, à la tête de deux mille combattants, et poussé par Amédée VIII de Savoie, qui le désavouera plus tard, surprend Trévoux, qu'il met au pillage. Le château résiste à tous ses efforts. Son coup de main n'ayant réussi qu'à demi, François de la Palud se retire, emmenant avec lui, prisonniers, les habitants riches et notables, auxquels il parviendra à extorquer d'exorbitantes rançons : ainsi le maître de la monnaie eut à payer, pour sa part, 1 030 écus d'or. Aux chrétiens qui ne purent se racheter au prix et dans les délais fixés, il fit arracher une dent ; aux juifs deux et, de plus, couper une partie de l'oreille. Une douzaine de ceux-ci périrent dans les fers.
Le 4 février 1455, Simon de Pavie, conseiller et médecin de Jean II de Bourbon, reçoit de ce dernier les offices de capitaine et châtelain de Trévoux.
Au mois de janvier 1563, le capitaine Moreau, à la tête de 3 000 hommes de pied et de 400 chevaux, s'empare de la ville. La garnison du château
refuse de se rendre aux huguenots. Moreau fait alors miner une tour, qui saute avec ses défenseurs et lui livre la place.
Après la défection du connétable de Bourbon, Trévoux est confisqué, ainsi que ses autres terres. Pierre de la Guiche, bailli de Mâcon, en prend alors possession au nom de François Ier, le 17 septembre 1523. Les habitants prêtent serment de fidélité au roi, le 12 octobre suivant, entre les mains de Jacques II de Chabannes de La Palice, maréchal de France.
La seigneurie de Trévoux est vendue, en 1543, au prix de 42 000 livres, à Charlotte d'Orléans, duchesse de Nemours. Jacques de Savoie, son héritier, la revend, le 29 mai 1552, au roi, qui l’aliène de nouveau, le 3 juillet suivant, à Guillaume et Jean-Henri, bourgeois de Lyon, tuteurs de nobles Nicolas et François Henri, au prix de 52 300 livres et avec clause de réméré. En 1562, Louis de Bourbon-Montpensier entre en possession de la Dombes, comme héritier du connétable, et la retire des mains des engagistes.
Le château subit une nouvelle attaque en janvier 1563, menée cette fois-ci par les protestants qui pour en venir à bout mineront la tour maîtresse. Un document intitulé « Déclaration générale des consuls de la ville de Trévoux », suivant les interrogations mises en marge nous apprend que le château était en ruine à la fin du XVIIe siècle, on cesse de réparer la basse cour, qui est en ruine dès la fin du XVe siècle, et il semble qu’il ne fut plus utilisé après l’attaque de 1563.
Le 25 octobre 1591, le capitaine Lapierre vint, au nom du duc de Nemours, qui s'était rendu maître de Lyon, se saisir de Trévoux et enjoindre aux ouvriers de la Monnaie de frapper des pièces de 6 blancs aux armes de France ; la ville restera aux mains des Ligueurs jusqu'en 1594.
Il est établi, par une enquête du 14 juin 1438, qu'Henri de Villars, archevêque de Lyon, fit frapper à Trévoux, à son nom et à ses armes, dans des maisons situées entre la Font et l'église, des monnaies appelées les unes Jappins, les autres Roches. Le duc Jean de Bourbon réorganisa, vers 1410, l'atelier monétaire de Trévoux. Cet atelier fut d'abord établi dans le château, puis transporté dans différentes maisons en ville ensuite.
Alors qu’il y a bien longtemps qu’il n’est plus une menace pour personne, ce symbole du pouvoir seigneurial et de l’ancien régime fut encore la cible de la fureur révolutionnaire. En 1794 on abattit les deux étages supérieurs de la tour octogonale. En 1822, le département acquiert les ruines.
Événement
Trévoux a fêté en 2013 le 450e anniversaire de la prise du château par les Protestants. À cette occasion de nombreuses animations en costumes d'époque se sont déroulées les 29 et 30 juin 2013.

## Description
S’il reste aujourd’hui des vestiges suffisamment importants et visibles pour y attirer de nombreux visiteurs, l’édifice a subi d’importantes dégradations dues à plusieurs siècles d’abandon ainsi qu’à la Révolution. Il est encore de nos jours relié à la ville par un long mur d’enceinte qui se raccorde à la tour octogonale à l’est et à l’angle nord-ouest de la basse-cour.
Ce château était renommé par sa force et son importance. La tour octogone en est remarquable. Cette tour, aux assises alternées de pierres blanches et dorées, mesurait 28 mètres de hauteur avant d'avoir été abaissée à 17 mètres en 1793. Le plan sur lequel elle est élevée est celui des tours romaines isolées, décrites par Montfaucon, dans son Antiquité expliquée. Il est possible qu'elle n'ait fait que remplacer une de ces antiques tours d'observation.
Le château de plan triangulaire dû à la configuration topographique présente de nos jours une cour que délimitent trois murs dont deux sont percés d’une gaine construite à l’origine. Ces derniers ont perdu environ un quart de leur hauteur qui nous est donnée par les portes des deuxièmes étages des tours nord et sud que desservaient les chemins de ronde.
Chaque angle de cette cour est flanqué d'une tour : à l’est, le donjon octogonal, réduit de trois quarts de sa hauteur ; la tour en fer à cheval au nord et la tour ronde au sud.
Des traces d’arrachement sur l’extérieur du mur sud indiquent la présence dès l’origine d’une petite tour servant de latrines près de la porte qui donne dans la cour à proximité de la tour octogonale ; ses fondations dépassant du sol de quelques dizaines de centimètres nous renseignent sur son plan en pentagone irrégulier. Les vestiges d’une cheminée suspendus au mur ouest témoignent de l’emplacement du corps de logis dans cette cour. Sur la propriété d’à côté, il est possible de voir les vestiges d'une tour carrée plus à l’ouest. Le tracé des murs qui la reliaient au reste du château est toujours visible sur le terrain bien qu’il n’en demeure presque rien. Ces murs délimitaient une basse-cour de plan carré attestée par un plan de 1813 sur lequel figure également ce qui semble être l’entrée principale du château protégée par deux tourelles.
À l’extérieur du château et de la ville, un léger dénivelé du terrain cependant suffisamment prononcé pour être facilement visible sur le site semble être le vestige des anciens fossés.

## Iconographie
Les ruines du château de Trévoux ont été dessinées au crayon noir dans la seconde moitié du XIXe siècle, par Horace Antoine Fonville (1832-1914) ; ce dessin représente les ruines probablement avant les premières réparations qui débutèrent en 1880 (colmatage des brèches de la tour octogone détruite de mars à septembre 1794).

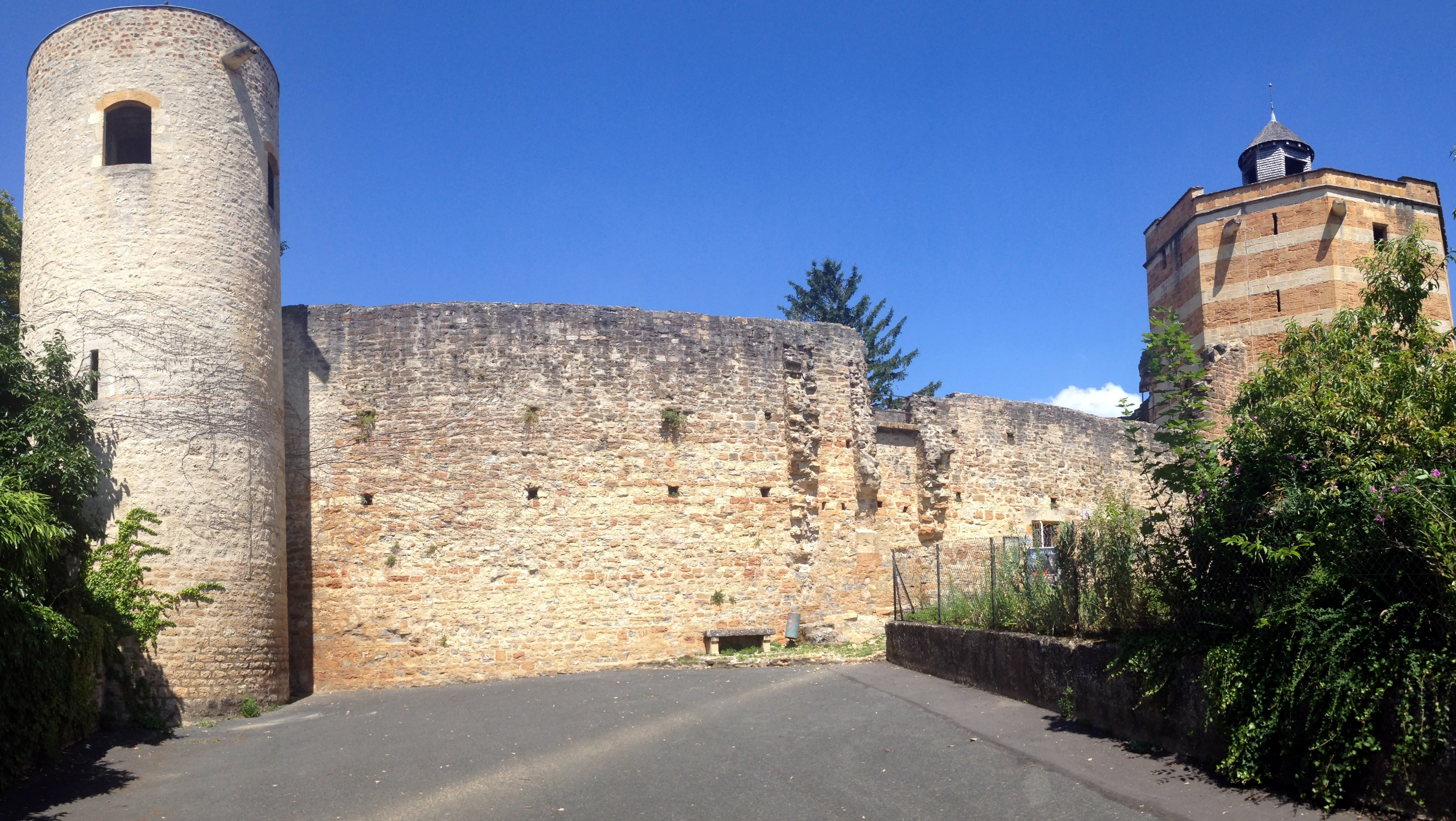
Le château de Trévoux.
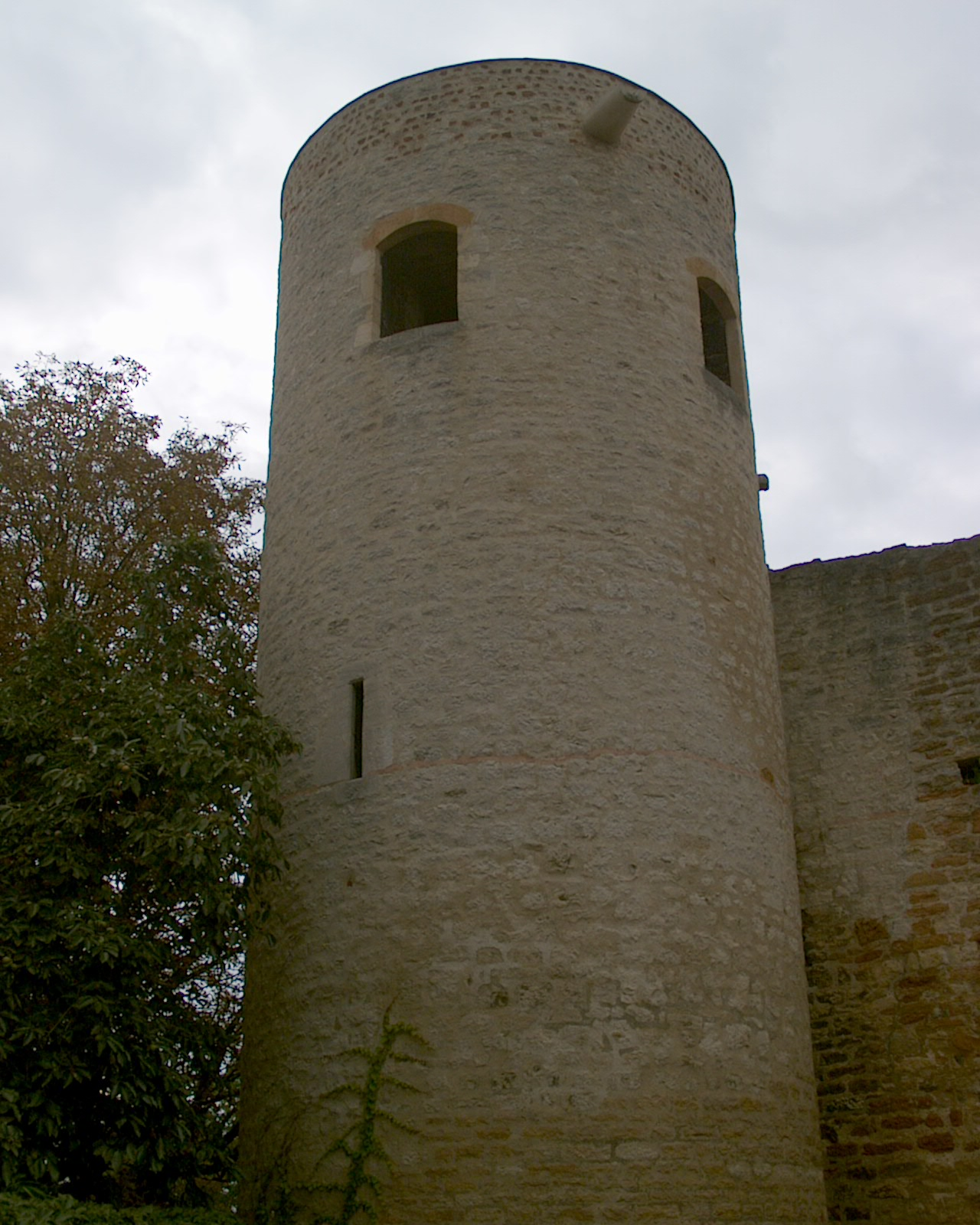
La tour ronde, vue de l'extérieur du château.
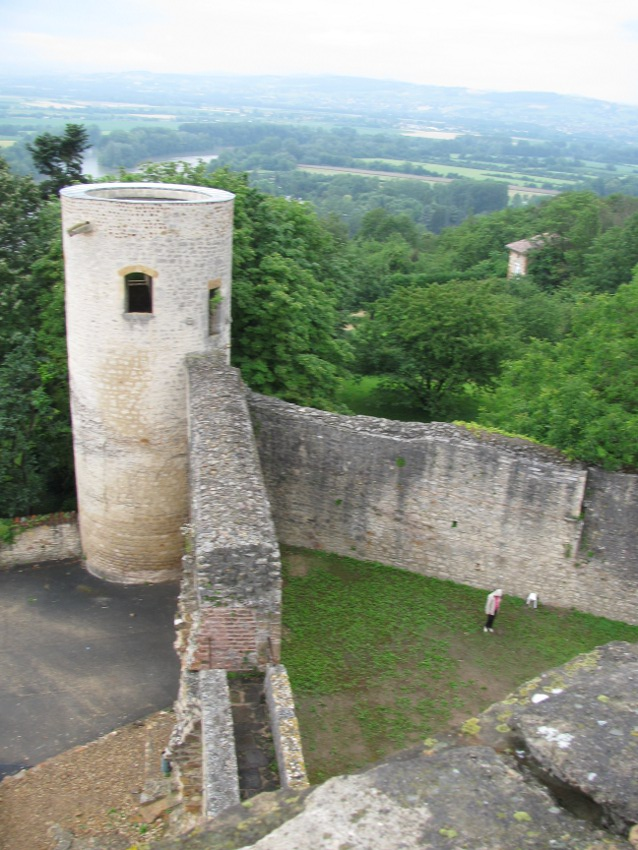
La tour ronde, la haute-cour, rempart avec un couloir menant du donjon à la tour-latrine disparue.
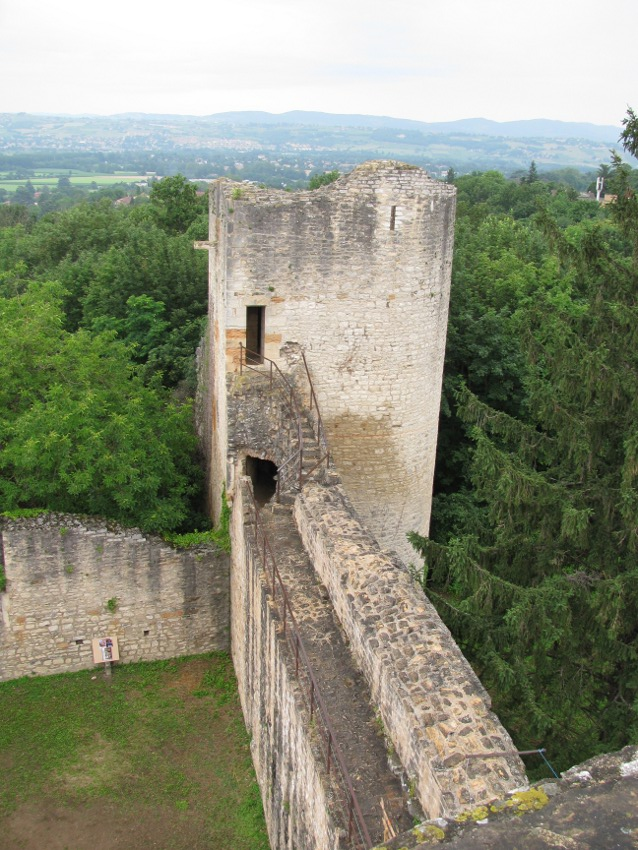
La tour en fer à cheval et vestige du rempart la reliant au donjon.